# Hemipenthes blanchardiana
Hemipenthes blanchardiana är en tvåvingeart som först beskrevs av Jaennicke 1867.  Hemipenthes blanchardiana ingår i släktet Hemipenthes och familjen svävflugor. Inga underarter finns listade i Catalogue of Life.